# Ditrichophora
Ditrichophora is een geslacht van oevervliegen (Ephydridae). 
De wetenschappelijke naam Ditrichophora werd voor het eerst gepubliceerd door Ezra Townsend Cresson, Jr. in 1924. Als typesoort benoemde hij de nieuwe soort Ditrichophora exigua die in het oosten van de Verenigde Staten voorkomt.

## Soorten[2][3]
- Ditrichophora albitarsis (Wulp, 1881)
- Ditrichophora algirica Canzoneri & Vienna, 1991
- Ditrichophora argyrostoma (Cresson, 1916)
- Ditrichophora atrata Cresson, 1940
- Ditrichophora aulisioi (Canzoneri 1976)
- Ditrichophora aurifacies (Strobl, 1893 )
- Ditrichophora aurivillii (Becker 1896)
- Ditrichophora bella Mathis, 1997
- Ditrichophora bezzii (Canzoneri & Meneghini, 1973)
- Ditrichophora bohemanni (Becker 1896)
- Ditrichophora calceata (Meigen, 1830 )
- Ditrichophora cana Cresson, 1940
- Ditrichophora canifrons Cresson, 1926
- Ditrichophora canzonerii (Rampini, 1980)
- Ditrichophora chiapas Mathis, 1997
- Ditrichophora cinerella (Stenhammar, 1844 )
- Ditrichophora collini (Canzoneri & Meneghini, 1977)
- Ditrichophora coxalis (Strobl, 1893 )
- Ditrichophora dimidiatipennis (Strobl 1893)
- Ditrichophora exigua Cresson, 1924
- Ditrichophora fusca Miyagi, 1977
- Ditrichophora fuscella (Stenhammar, 1844)
- Ditrichophora glabricula (Fallen, 1813)
- Ditrichophora graeca (Canzoneri & Meneghini, 1985)
- Ditrichophora griseifacies (Canzoneri, 1976)
- Ditrichophora hilla (Dahl, 1961)
- Ditrichophora hungarica (Becker, 1926)
- Ditrichophora insolita (Canzoneri & Meneghini, 1977)
- Ditrichophora lambi (Collin 1943)
- Ditrichophora lenis Cresson, 1940
- Ditrichophora lugubris Cresson, 1940
- Ditrichophora maculicornis (Meijere, 1916)
- Ditrichophora meridionalis (Canzoneri & Meneghini, 1977)
- Ditrichophora montana Cresson, 1942
- Ditrichophora moraviae (Becker, 1926)
- Ditrichophora nectens (Collin, 1942)
- Ditrichophora nigerrima (Strobl, 1893 )
- Ditrichophora nigrithorax (Becker 1926)
- Ditrichophora nivea (Becker, 1896)
- Ditrichophora niveifrons (Cresson, 1926)
- Ditrichophora occidentalis Cresson, 1942
- Ditrichophora olivacea (Becker 1896)
- Ditrichophora palliditarsis (Becker 1896)
- Ditrichophora pallidula (Stenhammar, 1844)
- Ditrichophora parilis Cresson, 1924
- Ditrichophora pernigra (Becker, 1924)
- Ditrichophora plumosa (Fallen 1823)
- Ditrichophora psilopina (Frey 1933)
- Ditrichophora pulchella (Meigen, 1830)
- Ditrichophora rampinii (Canzoneri & Meneghini, 1975)
- Ditrichophora ratti (Canzoneri, 1980)
- Ditrichophora sia (Dahl, 1959)
- Ditrichophora simiaceps Cresson, 1940
- Ditrichophora soikai (Canzoneri & Meneghini, 1977)
- Ditrichophora strandi Duda, 1942
- Ditrichophora subnubila Cresson, 1940
- Ditrichophora tacoma Cresson, 1924
- Ditrichophora tirolensis (Canzoneri & Rallo, 1979)
- Ditrichophora triseta Cresson, 1934
- Ditrichophora valens Cresson, 1942
- Ditrichophora wirthi Miyagi, 1977